# Бай, Борис Владимирович
Борис Владимирович Бай (1912—1976) — советский зоотехник, новатор сельскохозяйственного производства.

## Биография
Родился в 1912 году в селе Раздоры (ныне — пгт, Синельниковский район, Днепропетровская область, Украина). Украинец.
Начал трудовую деятельность в 1931 году зоотехником-селекционером, затем старшим, главным зоотехником племзавода «Простянец» Черниговской области. Участвовал в Великой Отечественной войне. Член ВКП(б).
В 1946—1970 годах работал директором Балкашинского госплемзавода «Балкашинский» Целиноградской области, в котором была выведена новая порода крупного рогатого скота — казахская белоголовая. В 1959—1965 годах племзавод перевыполнял плановые задания по поставке мяса государству почти в два раза.
С 1972 года — персональный пенсионер союзного значения. Жил в посёлке Лесное (ныне — Акмолинская область, Казахстан). Осенью того же года переехал в Алма-Ату.
Скончался 6 марта 1976 года. Похоронен на кладбище на проспекте Рыскулова в Алма-Ате.

## Награды и премии
- Герой Социалистического Труда (22.3.1966)
- два ордена Ленина (11.1.1957; 22.3.1966)
- орден Октябрьской революции (8.7.1971)
- орден Отечественной войны II степени (29.5.1945)
- орден Красной Звезды (27.4.1944)
- медали
- Сталинская премия первой степени (1951) — за выведение новой породы крупного рогатого скота «Казахская белоголовая»
- три медали ВДНХ